# Bacchus (Michel-Ange)
Pour les articles homonymes, voir Bacchus (homonymie).
Bacchus  est une sculpture du grand peintre et sculpteur italien de la Renaissance Michel-Ange, conservée aujourd'hui au musée national du Bargello à Florence.

## Description
Le Bacchus (1497) est une sculpture en marbre du peintre, architecte, poète et sculpteur italien de la haute Renaissance Michel-Ange.
La statue d'une hauteur de 203 cm représente Bacchus, le dieu romain du vin, dans un état d'ébriété ce qui était révolutionnaire pour l'époque.
Avec la Pietà, le Bacchus est l'une des deux seules sculptures qui peuvent être attribués avec certitude à la première période romaine de l'artiste.
Bacchus est représenté avec des yeux révulsés, son corps chancelant vacille presque hors de l'affleurement rocheux sur lequel il se trouve.
Assis derrière lui se trouve un faune qui mange une grappe de raisin tombant de sa main gauche.
La statue dont la poitrine et l'abdomen sont bombés, fait dire à Giorgio Vasari qu'elle possède « à la fois la finesse d'un jeune homme et la croupe et la rondeur d'une femme ». Son androgynie a souvent été remarquée (bien que les testicules soient aussi gonflés).
L'inspiration pour le travail semble provenir de la description de Pline l'Ancien (Histoire Naturelle) d'une sculpture (perdue) en bronze de Praxitèle, représentant Bacchus, l'ivresse et un satyre.
Michel-Ange a donné à la sculpture un centre de gravité élevé et une attitude titubante qui avec la couronne symbolique de la vigne, donne l'impression que le vin lui soit monté à la tête. La même pose précaire se retrouve dans un certain nombre de travaux plus tardifs de l'artiste, notamment les David et les fresques du plafond de la chapelle Sixtine. Mais le Bacchus était sans précédent, « en bref... ce n'est pas l'image d'un dieu » 
Bacchus tient dans sa main droite une coupe de vin et dans sa main gauche une peau de tigre, un animal associé au dieu « pour son amour de la vigne » (selon le biographe de Michel-Ange Ascanio Condivi).
La main du Bacchus tenant la coupe a été brisée et le pénis cassé bien avant que Maarten van Heemskerck ait vu la sculpture dans les années 1530. Seule la coupe a été réparée au début des années 1550. Placée dans le jardin romain de Jacopo Galli parmi d'autres pièces, un buste antique et des fragments de reliefs romains, les mutilations avaient pour finalité de donner à la sculpture l'illusion d'une plus grande antiquité. Cette concession aux « sensibilités classiques » n'a toutefois pas convaincu Percy Bysshe Shelley de la fidélité de l'œuvre à « l'esprit et à la signification de Bacchus. Il a écrit que « Il semble ivre, brutal et borné, et exprime un libertinage des plus révoltants ».

## Histoire
La statue a été commandée pour le jardin du cardinal Raffaele Riario afin de compléter sa collection de sculptures classiques.
Elle a été refusée par le cardinal Riario et en 1506 elle a trouvé sa place dans la collection de Jacopo Galli, banquier à la fois du cardinal et de Michel-Ange, et qui possédait un jardin similaire près du Palais de la Chancellerie. C'est là que la statue est apparue dans un dessin de Martin Heemskerck (vers 1533 -1536).
La statue a finalement été achetée pour les Médicis et transférée à Florence en 1572.

## Sources
- (en) Cet article est partiellement ou en totalité issu de l’article de Wikipédia en anglais intitulé « Bacchus (Michelangelo) » (voir la liste des auteurs).